# Bernarda Pérez
Bernarda Teresa Pérez Carrillo (Concepción, 1969) es una psicóloga y política chilena, que se desempeñó como subsecretaria de la Mujer y la Equidad de Género de su país durante el segundo gobierno de Michelle Bachelet, siendo la primera en ocupar dicho cargo.

## Familia y estudios
Es hija de Daniel Segundo Pérez Romero y de Corina Guadalupe Carrillo. Casada en 1993 con el abogado Gonzalo Carlos Bulnes Núñez (1969-2025).
Es psicóloga de la Universidad Diego Portales (UDP) y magíster en psicología con mención en educación de la Pontificia Universidad Católica (PUC).

## Trayectoria profesional
Se desempeñó como investigadora académica del «Centro de Desarrollo Cognitivo» de la Universidad Diego Portales y como secretaria de estudios del Programa de Magíster en Desarrollo Cognitivo de la misma casa de estudios. Así mismo, ejerció como docente e investigadora en varios centros de educación superior.
Políticamente, fue secretaria general del partido Izquierda Cristiana de Chile entre 2006 y 2008 y, dos años más tarde, ocupó la  primera vicepresidencia de dicha colectividad. En 2012 fue una de las fundadoras del movimiento Izquierda Ciudadana (IC), integrándose a su Comisión Política y el 2014 resultó electa secretaria general.
En febrero de 2016, es designada por la presidenta Michelle Bachelet como subdirectora del Servicio Nacional de la Mujer (Sernam), ejerciendo hasta junio de ese año, cuando entró el funciones la Subsecretaría de la Mujer y la Equidad de Género, tomando la titularidad del organismo hasta marzo de 2018.